# Králík krátkouchý
Králík krátkouchý (Nesolagus netscheri) je druh králíka, který se vyskytuje endemicky v pohoří Barisan na ostrově Sumatra. Je dlouhý okolo 40 cm, jeho srst je podélně černohnědě pruhovaná. Vede noční způsob života, obývá neprostupné horské pralesy. O tomto vzácném a velmi plachém tvorovi existuje jen minimum informací, například mezi lety 1972 a 2000 nebyl pozorován ani jednou. V muzeích celého světa se nachází pouze patnáct kožek tohoto králíka. Domorodci pro něj dokonce nemají žádné pojmenování, protože o jeho existenci prostě nevědí.